# Біле море

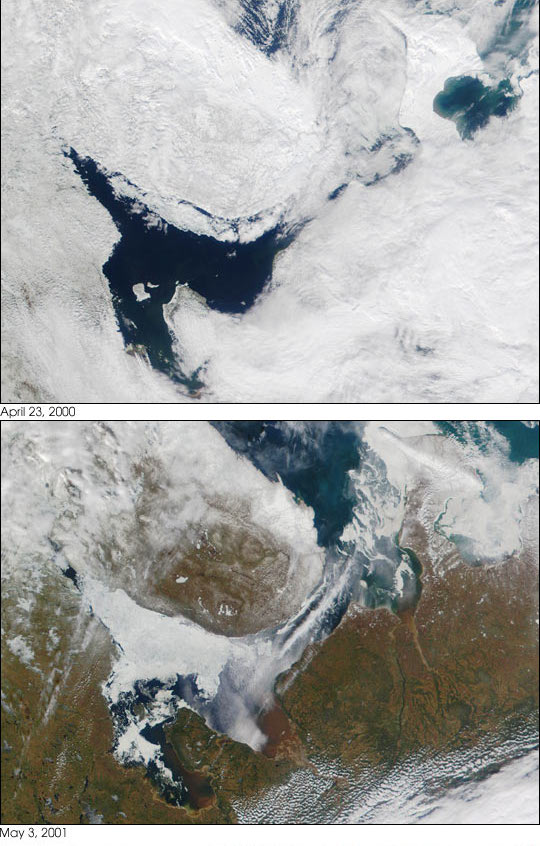
Супутникові знімки моря в травні та квітні.

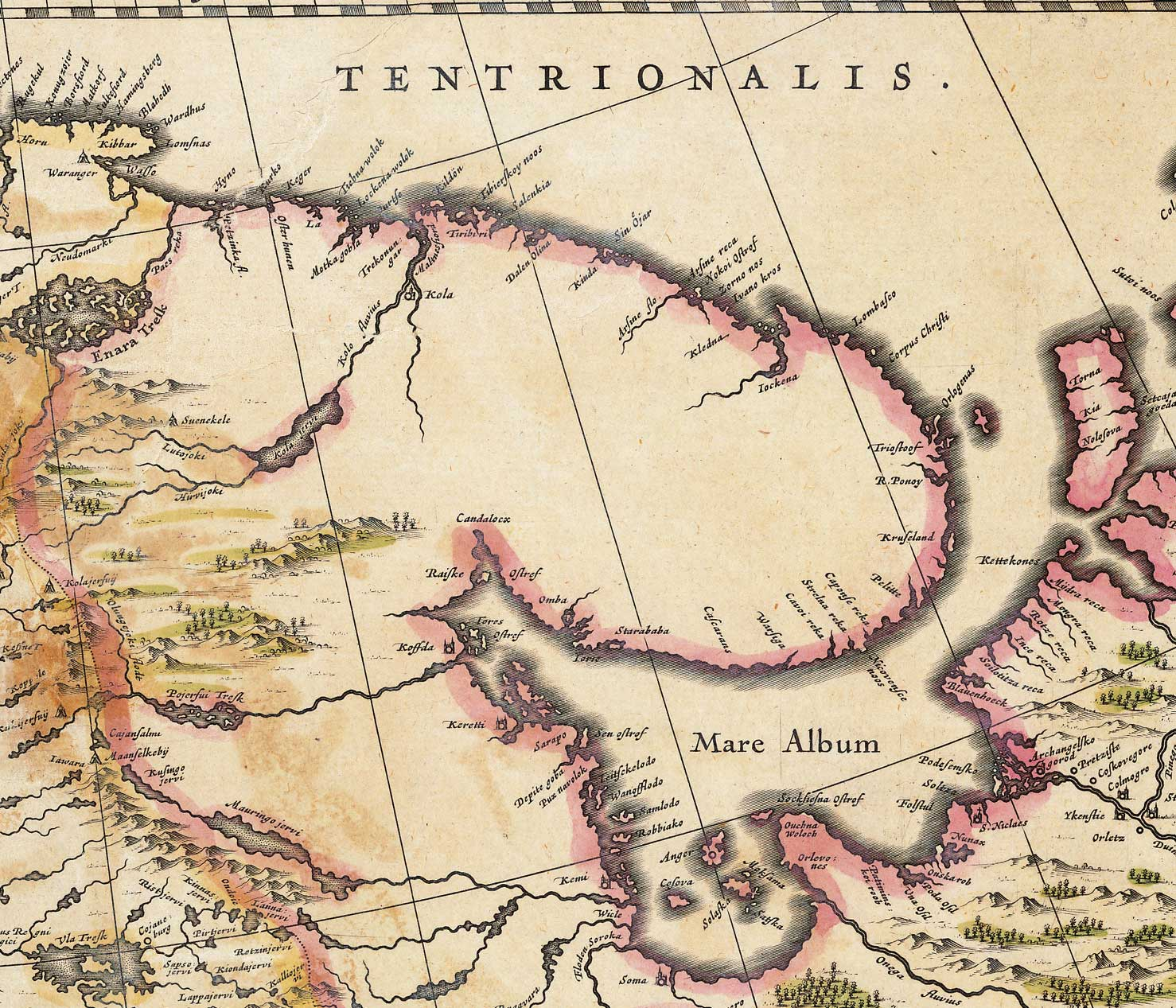
Мапа Білого моря голландського картографа Віллема Янсзона Блау, 1635 рік

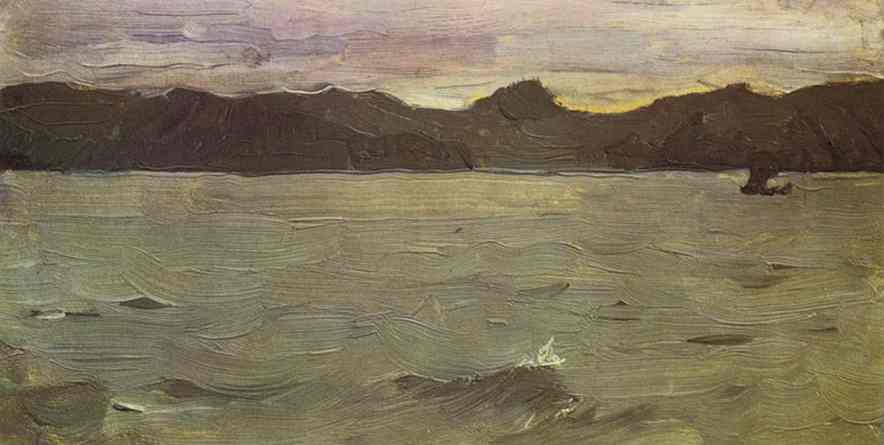
Валентин Сєров «Біле море», 1894, Третьяковська галерея

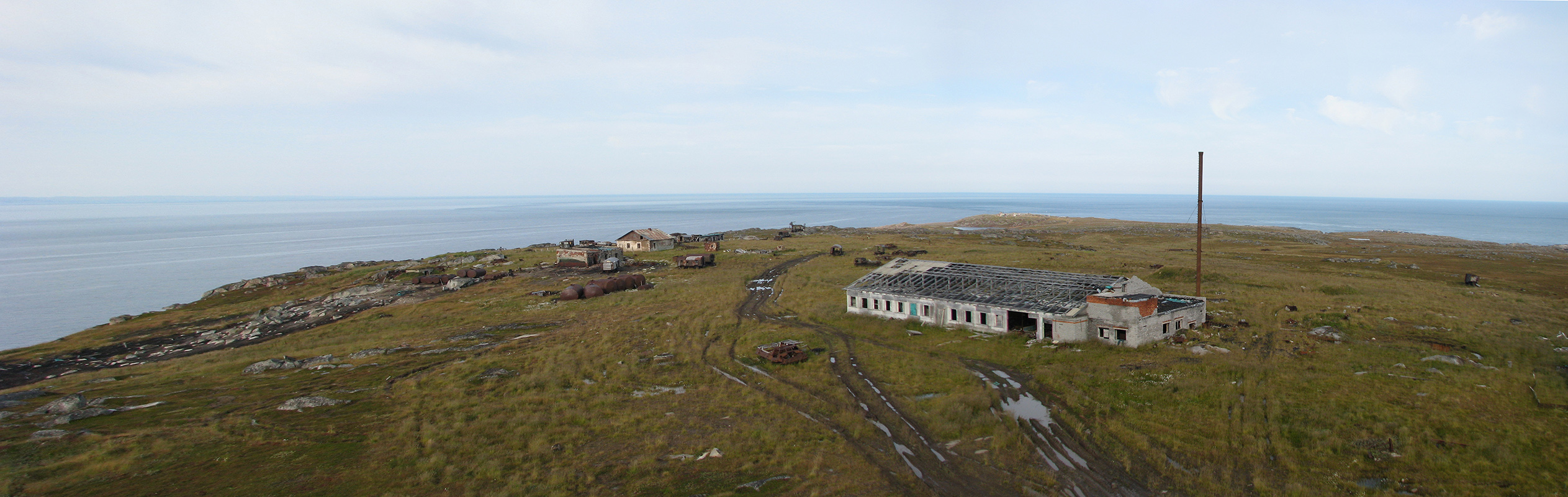
Вид з маяка на Святому Носі. Баренцове море ліворуч, Біле море праворуч.

Бі́ле мо́ре (рос. Белое море) — внутрішнє шельфове море Північного Льодовитого океану, у європейській Арктиці між Кольським півостровом (Святий Ніс) та півостровом Канін (Канін ніс). Море належить до внутрішніх вод Росії. Глибоко врізається в материковий суходіл. Площа акваторії — 90,8 тис. км², глибини до 340 м. Об'єм води 4,4 тис. км³. Високі припливи.

## Фізико-географічне положення
Акваторія моря поділяється на води заток та три частини моря: Басейн, Горло, Воронка. З океаном Біле море з'єднується звуженим гирлом (Горло), гідрологічний режим якого ізолює його від Північного Льодовитого океану. Акваторія моря лежить у межах 63°47' — 68° 40' північної широти.
Глибина центральної частини — 140—160  м, Горла — 100 м. Найбільша глибина — 340 м — в Кандалакській губі, середня 67 м.

### Узбережжя
Біле море має чотири великих затоки:
- Мезенська на сході,
- Двінська на півдні,
- Онезька на півдні,
- Кандалакська на північному заході.

Біле море омиває чотири фіно-угорські краї, що в складі Російської Федерації:
- Карелія (захід),
- Помор'я (південний захід і південь),
- Вепсляндія (південний схід),
- Саамія (північ).

Береги Білого моря мають назви:
- Терський, Кандалакський та Карельський — на північному заході,
- Поморський (район від Кемі до Онеги), Літній — на півдні,
- Зимовий — на сході.

Літній берег врізається в море на північний захід до Соловецьких островів і відокремлює Онезьку затоку від Двінської.

## Річки
До Білого моря течуть річки: Північна Двіна, Онега, Мезень, Кем, Кулой, Виг, Ковда, Поной, Стрельна. Річки щорічно вливають в море близько 215 км³ прісної води. Більш 3/4 усього стоку припадає на річки, що впадають в Онежську, Двинську і Мезенську затоки. У багатоводні роки Північна Двіна дає 171 км³, Мезень — 38,5 км³, Онега — 27,0 км³ води за рік. Кем дає 12,5 км³ і Виг 11,5 км³ води за рік. Інші річки дають всього 9 % стоку.
Великою нерівномірністю характеризується і розподіл стоку річок за порами року — річки, що течуть в Онежську, Двинську і Мезенську затоки, навесні скидають 60—70 % води. У зв'язку з природною зарегульованістю озерами багатьох інших річок узбережжя розподіл їх стоку протягом року відбувається більш-менш рівномірно. Максимум стоку спостерігається навесні і становить 40 % річного стоку. У річок, що впадають з південного сходу, весняний паводок різкіший. Для моря в цілому максимальний стік припадає на травень, мінімальний на лютий-березень.

## Острови
Багато островів: Соловецькі, Моржовець, Мудьюгський та ін. Біля західних та південно-західних берегів чимало підводного каміння (луд), в середній частині (Басейн) зустрічаються мілини (кошки). Великий Соловецький острів — найбільший на Білому морі (246,9 км²). Інші острови: Анзер (24 км²), Велика Муксалма (17,6 км²), Великий Заєцький (1,25 км²), Малий Заєцький (1,02 км²), Мала Муксалма (0,57 км²).

## Клімат
На кліматі акваторії внутрішнього моря відзначається вплив континенту. Море лежить у перехідній зоні від помірного континентального до субарктичного морського кліматичного поясу з надлишковим зволоженням. Переважають помірні повітряні маси із західним переносом. Значні сезонні коливання температури повітря. Цілий рік переважає циклонічна діяльність, погода мінлива, часті шторми. Взимку часті вторгнення арктичного повітря.

## Біологія
Акваторія моря утворює власний екорегіон Білого моря арктичної морської зоогеографічної провінції. У зоогеографічному відношенні донна фауна континентального шельфу до глибини 200 м належить до арктичної циркумполярної області арктичної зони.

## Температурний режим та солоність
Солоність води у різних районах коливається: від мінімальної (на півдні 20—26 ‰) — через потужне опріснення заток, до значної (30—33,8 ‰) — у північних частинах моря. Солоність води в районі Соловецьких островів — велика, але гідрологічний режим цієї частини Білого моря має істотні коливання. Пересічна температура липня від +8 до +15 °C; січня від −9 до −14 °C. Температура води дуже низька. Біле море замерзає на 6—7 місяців (з листопада по травень).

## Економіка
Промислове значення мають риби: біломорський оселедець, тріска, сьомга, навага, камбала і тюлень, яких традиційно виловлюють фіно-угорські народи. Кількість сигових риб постійно зменшується, особливо після нафтовиливу 1995 року.
Хижацький промисел російських фірм та браконьєрів звели на ніщо кількість сьомги, зменшуються запаси лосося. Перспективу поновлення рибних запасів пов'язують з деколонізацією фіно-угорських країв акваторії моря та відновлення традиційної риболовецької культури карелів, вепсів, помор та саамів.
Промисел водоростей та морських трав у морі переважно ведуть в Онезькій затоці та прибережних зонах Соловецьких островів (зокрема, цим займаються посезонно русини із Закарпаття). Проте найбільші ресурси — у Кандалакській затоці, біля Терського берегу. Запаси ламінарії достатні, але промисел недорозвинений. Ще менше збирають фукоїди. Величезні ресурси ламінарії у Лумбовській затоці (можливий збір до 10 тис. тонн) — перспективний економічний резерв фіно-угорських країв регіону. Запаси анфельції — обмежені, збір цієї водорості федеральна влада дозволяє лише після штормових викидів.

## Транспорт
Господарське значення і вантажообіг Білого моря дуже зросли у зв'язку з індустріалізацією прилеглих областей, спорудженням Біломорсько-Балтійського каналу, освоєнням Печорського вугільного басейну і Північного морського шляху.
Основні порти на Білому морі - Архангельськ, Сєверодвінськ, Онега, Біломорськ, Кем, Кандалакша, Мезень, та Умба. Незважаючи на те, що взимку море замерзає, воно залишається судноплавним цілий рік завдяки роботі криголамів.

## Туризм
Туризм представлений походами на байдарках по Білому морю, релігійним паломництвом до північних православних святинь Соловецького монастиря.

## Історія
Біле море відоме задовго до заснування Архангельська, його освоєння почалося більш як тисячоліття тому, але найактивніше освоєння почалося в кінці 19 століття, наступна хвиля його освоєння стала вже за радянської влади.
В акваторії моря були розташовані концтабори ГУЛАГу СРСР, де каралися тисячі українців. Саме тому Біле море — частина українського «політзеківського» фольклору:
|  | Міняю чорний хліб і Біле море на білий хліб і Чорне море! |

## Законодавчий статус
Вся акваторія Білого моря є територіальними водами РФ. Відповідно судноплавство по ньому також підпорядковується законодавству Російської Федерації.